# Stadtpräsident
Ein Stadtpräsident ist in Deutschland, der Schweiz sowie im übersetzten Sinn in Polen für verschiedene Funktionen in der Gemeindeverwaltung zuständig.

## Deutschland
Die Gemeindeordnungen in Deutschland benennen den aus der Mitte ihrer Volksvertretungen gewählten Vorsitzenden sehr unterschiedlich.
Stadtpräsident wird er namentlich in den vier kreisfreien Städten Schleswig-Holsteins genannt, vgl. § 33 Abs. 4 Gemeindeordnung Schleswig-Holstein.
 In Bremerhaven und in hessischen Städten gilt die Bezeichnung Stadtverordnetenvorsteher.
In den Städten Mecklenburg-Vorpommerns wird grundsätzlich die Bezeichnung „Stadtvertretervorsteherin oder Stadtvertretervorsteher“ verwendet, „sofern die Hauptsatzung nicht eine andere Bezeichnung vorsieht“, wie z. B. Stadtpräsident in Neubrandenburg.
In manchen Bundesländern, deren Kommunalverfassung die Ratsverfassung zugrunde legt, wie in Bayern, Baden-Württemberg und Nordrhein-Westfalen ist der Bürgermeister kraft Gesetzes auch Vorsitzender des Rates einer Stadt. In Gemeinden, die nicht als Stadt bezeichnet werden, führen sie je nach Kommunalverfassung (und in denen nicht der Bürgermeister den Vorsitz hat) die Bezeichnung Vorsitzender der Gemeindevertretung.
Ein aus der Mitte des von den Bürgern gewählten Vertretungsorgans kommender Vorsitzender ist nicht für die Verwaltungsaufgaben einer Stadt zuständig. Diese obliegen in jedem Fall dem Oberbürgermeister oder Bürgermeister als „Chef“ der Stadtverwaltung. Damit gibt es in solchen Städten zwei Personen an der Spitze der Stadt. Allerdings trug ursprünglich in Niedersachsen und Nordrhein-Westfalen der vom Rat der Stadt aus seiner Mitte gewählte Vorsitzende den Titel Bürgermeister oder Oberbürgermeister, war also dem Stadtpräsidenten vergleichbar, während der Chef der Stadtverwaltung als Stadtdirektor bzw. Oberstadtdirektor bezeichnet wurde. Inzwischen wurde in diesen beiden Bundesländern die Doppelspitze zugunsten des Bürgermeisters abgeschafft. Es gab sie aber teilweise noch für eine Übergangszeit.

### Aufgaben des Stadtpräsidenten
Der Stadtpräsident
- ist Vorsitzender des Rats und Leiter der Ratsversammlungen,
- sorgt für einen geordneten und störungsfreien Ablauf der Sitzungen,
- übt das Hausrecht aus und
- repräsentiert die Ratsversammlung als gewähltes Gremium der Stadt.

## Schweiz
In den meisten Städten der Deutschschweiz, z. B. in Bern, Winterthur oder Zürich, ist «Stadtpräsident» die offizielle Bezeichnung für das Stadtoberhaupt. Die Stellung des Stadtpräsidenten entspricht nicht derjenigen eines Oberbürgermeisters in Deutschland, da er immer primus inter pares und den restlichen Mitgliedern der Stadtexekutive nach dem Kollegialitätsprinzip gleichgestellt ist. Der Vorsitzende der Legislative heißt – je nach Bezeichnung des Parlaments – Stadtratspräsident oder Gemeinderatspräsident.

## Polen
Prezydent miasta („Stadtpräsident“) ist die polnische Bezeichnung für das Oberhaupt von kreisfreien Großstädten und ausgewählter Städte mit in der Regel mindestens 100.000 (bis 1990: 50.000) Einwohnern und entspricht somit ungefähr der deutschen Bezeichnung Oberbürgermeister. Nach dem Gesetz vom 8. März 1990 werden auch die ehemaligen Woiwodschaftstädte, unabhängig von der Einwohnerzahl, und die Städte mit über 50.000 Einwohnern aus der Zeit vor der Reform von einem Stadtpräsidenten verwaltet. Ende 2007 wurden sogar 107 Städte von einem Stadtpräsidenten verwaltet, aber nur 39 davon haben mehr als 100.000 Einwohner. Der Stadtpräsident ist ein Exekutivorgan der kreisfreien Stadt (sog. „Stadt mit Kreisrechten“) und hat die Kompetenzen eines Starosta (Landrat). In kreisangehörigen Stadtgemeinden trägt dieses Organ den Namen burmistrz (historisch von „Bürgermeister“), in den Landgemeinden wójt („Vogt“). Seit 2002 wird er für 4 Jahre von den Bürgern der jeweiligen Gebietskörperschaft gewählt.